# Felix Villars
Felix Villars (Bienna, 6 de enero de 1921-Belmont (Massachusetts), 27 de abril de 2002) fue un físico suizo.
Fue profesor emérito de física en el Instituto de Tecnología de Massachusetts. Es conocido por la regularización de Pauli–Villars, un principio importante de la teoría cuántica de campos.

## Biografía
Villars prestó servicio al ejército suizo durante la Segunda Guerra Mundial, trabajando como meteorólogo. En 1945 se graduó en física y matemáticas en el Escuela Politécnica Federal de Zúrich. Obtuvo una medalla de reconocimiento por su trabajo de graduación. Al año siguiente se doctoró en física en la misma institución. 
Desde 1946 a 1949, Villars trabajó como asistente de investigación para el Instituto Federal Suizo. Mientras tanto, colaboró con Wolfgang Pauli en su trabajo sobre electrodinámica cuántica. Desarrolló un método para trabajar con singularidades matemáticas en el campo de la teoría cuántica, para extraer resultados físicos finitos. Este método es conocido como la regularización de Pauli–Villars y los físicos lo usan en el campo teórico. 
En 1949, Villars se casó con Jacqueline Dubois y se trasladó a Estados Unidos. Trabajó durante un año en el  Instituto de Estudios Avanzados en Princeton, New Jersey.

## Carrera en el MIT
En 1950, Villars fue contratado como investigador asociado en el MIT y en 1959 fue profesor en dicha institución. Junto con Victor Weisskopf, estudió la dispersión de las ondas de radio en las turbulencias atmosféricas. Con Herman Feshbach, estudió el efecto en la Tierra de los campos magnéticos de la ionosfera.
La biología atrajo su atención y Villars amplió los métodos matemáticos para el estudio de las funciones de los sistemas biológicos. 
Villars fue un pilar importante para la División de Ciencias de la Salud y Tecnología de Harvard-MIT, un trabajo conjunto entre la  Universidad de Harvard y el MIT.  Villars fue también profesor visitante en la Escuela Médica Harvard. Junto al profesor George B. Benedek, escribió uno de los tres volúmenes del libro Physics with Illustrative Examples from Medicine and Biology.
Villars murió de cáncer en su casa en Belmont (Massachusetts) el 27 de abril de 2002, a la edad de 81 años.